# Tetrapeptid

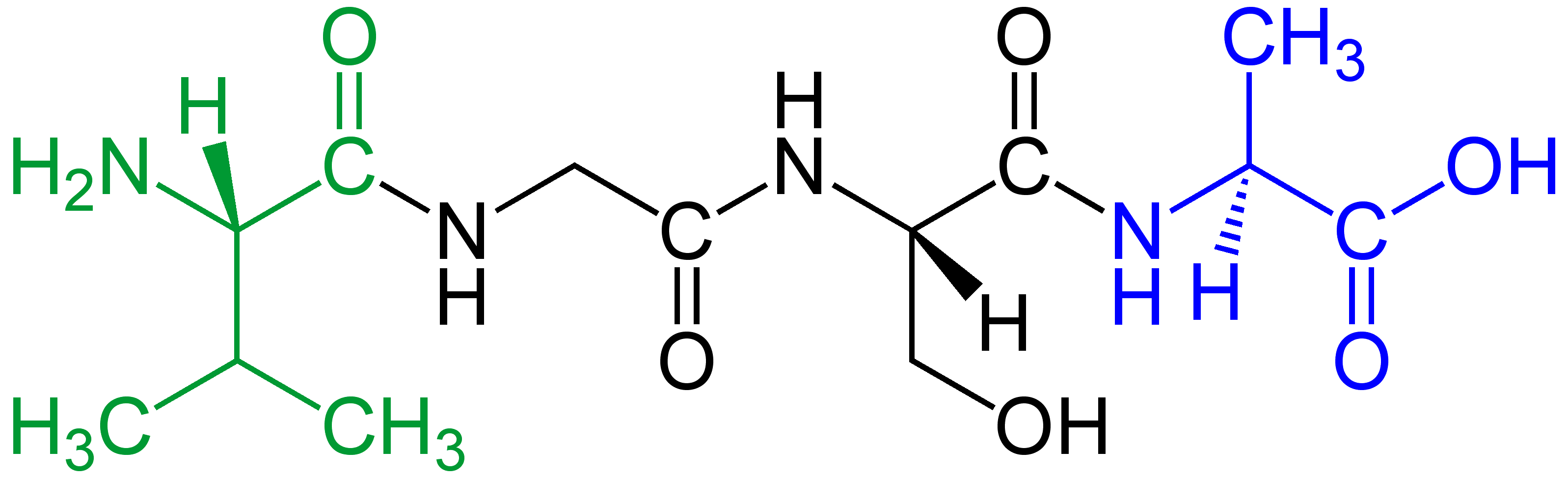
Exempel på en tetrapeptid (L-Val-Gly-L-Ser-L-Ala).

En tetrapeptid är en peptid bestående av fyra aminosyror förbundna av peptidbindningar. Många tetrapeptider uppvisar farmakologisk aktivitet genom affinitet för olika receptorer inblandade i protein-protein-signalering. Tetrapeptider kan vara både linjära och cykliska.
Exempel på en tetrapeptid är sialin, med strukturen Gly-Gly-Lys-Arg.